# Bats
Bats ist eine französische Gemeinde mit 325 Einwohnern (Stand 1. Januar 2022) im Département Landes in der Region Nouvelle-Aquitaine (vor 2016: Aquitanien). Sie gehört zum Arrondissement Mont-de-Marsan und zum Kanton Chalosse Tursan.
Der Name in der gascognischen Sprache lautet Vaths. Er leitet sich vom lateinischen Wort vallis (deutsch Tal) ab.
Die Einwohner werden Batsois und Batsoises genannt.

## Geographie
Bats liegt ca. 30 Kilometer südlich von Mont-de-Marsan im Landstrich des Tursan in der historischen Provinz Gascogne.
Umgeben wird Bats von den Nachbargemeinden:
|          | Vielle-Tursan                               | Saint-Loubouer |
| Aubagnan | Kompassrose, die auf Nachbargemeinden zeigt | Urgons         |
|          | Samadet                                     |                |

Bats liegt im Einzugsgebiet des Flusses Adour.
Der Gabas, einer seiner Nebenflüsse, markiert die Grenze zur Nachbargemeinde Samadet, der Bas, ein Nebenfluss des Gabas, die Grenze zur Nachbargemeinde Vielle-Tursan.

## Geschichte
Im Jahr 1342 wurde Bats zum Baronat der Grundherrschaft von Castelnau-Tursan erhoben. Ramond-Bertrand de Castelnau, Grundherr von Doazit, kaufte Bats im Jahre 1354. Im Rahmen der Hugenottenkriege wurde die Kirche durch protestantische Truppen im Jahre 1569 geplündert. 1620 wurde Bats der Markgrafschaft von Geaune angegliedert. Antoine de Poyanne verkauft Bats für 53.000 Livre an Louis de Barry, Generalleutnant in Saint-Sever im Jahre 1674. Im Laufe seiner Vergangenheit war Bats der Sitz der Komturei von Saint-Antoine-de-Galonie, die die Täler beschützte. Diese unterstand der Komturei von Saint Antoine l’Abbaye, ab 1572 dem Erzpriestertum von Arue.

### Einwohnerentwicklung
Nach Beginn der Aufzeichnungen stieg die Einwohnerzahl bis zur ersten Hälfte des 19. Jahrhunderts auf einen Höchststand von rund 420 Einwohnern. In der Folge sank die Größe der Gemeinde bei kurzen Erholungsphasen bis zu den 1940er Jahren auf rund 230 Einwohner, stieg für eine kurze Zeit an und stagnierte um die Jahrtausendwende erneut auf rund 230 Einwohner, bevor eine starke bis moderate Wachstumsphase einsetzte, die heute noch andauert.
| Jahr      | 1962 | 1968 | 1975 | 1982 | 1990 | 1999 | 2006 | 2010 | 2022 |
| --------- | ---- | ---- | ---- | ---- | ---- | ---- | ---- | ---- | ---- |
| Einwohner | 252  | 239  | 244  | 232  | 238  | 230  | 263  | 291  | 325  |

## Sehenswürdigkeiten
- Pfarrkirche Sainte-Catherine. Sie ist um 1900 errichtet worden und zeigt zahlreiche Spitzbögen in ihrer Architektur und als Ornamente. Das Eingangsportal am Fuß des Glockenturms macht hier keine Ausnahme. Die einliegende Holztür passt sich der Spitzbogenform an. Lateinische Kreuze sind auf seinen beiden Flügel eingraviert, bei denen die Äste sich nach außen schrittweise ausweiten. Der massive viereckige Glockenturm ist zweigeschossig. Zwischen dem Eingangsportal und seiner Klangarkade ist eine Fensterrose ohne Glas in den Stein gearbeitet.[8][9][10]

- Arena. Wie viele Dörfer in den Landes so besitzt auch Bats eine Arena, um eine Course Landaise, ein traditionelles, unblutiges Spiel mit wilden Stieren, oder andere öffentliche Veranstaltungen auszutragen. Die in den 1970er Jahren erbaute Arena ist mit zwei gegenüberliegenden Tribünen ausgestattet. Eine umlaufende Mauer begrenzt die Spielfläche. Die Sitzkapazität kann relativ flexibel ausgelegt werden, denn die permanenten Bauelemente sind von kleiner Größe und mobile Sitzreihen können je nach Besucherandrang hinzugefügt werden.[11]

## Wirtschaft und Infrastruktur
Die Wirtschaft ist auch verbunden mit der Landwirtschaft mit den Schwerpunkten des Anbaus von Getreide und Mais und der Geflügelzucht und dem Weinbau.
Bats liegt in der Zone AOC des Weinbaugebiets Tursan.

### Bildung
Die Gemeinde verfügt über eine öffentliche Vorschule mit 18 Schülerinnen und Schülern im Schuljahr 2017/2018.

### Verkehr
Bats wird durchquert von den Routes départementales 2, 40 und 446.

## Persönlichkeiten
Jean-Marc Carité, ist Journalist, Autor mehrerer Bücher über biologischem Wein und Gründer der Zeitschrift Utovie, die Themen über ökologische, soziale, politische und litterarische Altarnativen behandelt.